# Taylor Hunter
Taylor Hunter (* 7. Juli 1993 in Aurora) ist ein US-amerikanischer Fußballspieler, der meist als Abwehrspieler eingesetzt wird. Er steht derzeit bei Houston Dynamo unter Vertrag.

## Karriere

### Jugend und Amateurfußball
Hunter spielte in seiner Jugend für Real Colorado. Danach spielte er vier Jahre für die Fußballmannschaft der University of Denver, den Denver Pioneers. Für diese absolvierte er insgesamt 69 Spiele.

### Vereinskarriere
Hunter wurde am 15. Januar 2015 als siebter Pick in der dritten Runde (49. insgesamt) im MLS SuperDraft 2015 von Houston Dynamo gewählt. Einen Monat später unterzeichnete er dort einen Profivertrag. Bevor er zu seinem Profidebüt bei Houston kam, wurde er am 11. April 2015 zu den Colorado Springs Switchbacks ausgeliehen für die er am selben Tag bereits eingesetzt wurde. Nachdem die Leihe frühzeitig beendet wurde, absolvierte Hunter am 18. Juli 2015 sein Debüt für Houston Dynamo in der Major League Soccer bei der 0:2-Niederlage gegen Real Salt Lake.